# Richard Wrangham

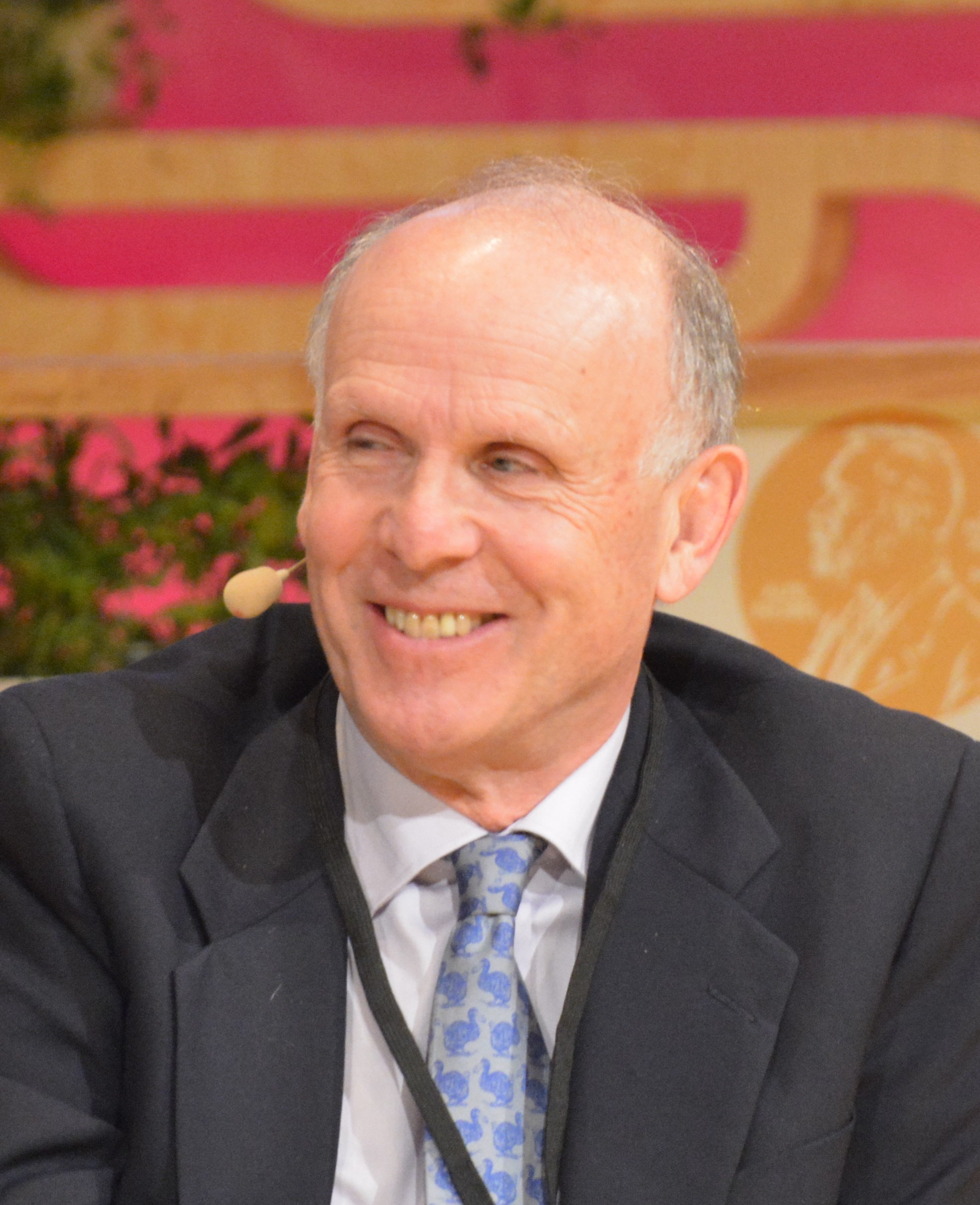
Richard Wrangham, 2016

Richard Walter Wrangham (* 8. November 1948 in Leeds, Yorkshire, United Kingdom) ist ein britischer Primatologe und Forscher auf dem Gebiet der Evolutionären Anthropologie. Er ist emeritierter Professor für Anthropologie am Department of Human Evolutionary Biology der Harvard University in Cambridge (Massachusetts), USA und gilt als Experte für das Verhalten, die Ökologie und die Physiologie freilebender Schimpansen.

## Leben
Richard Wrangham studierte zunächst bis zum Bachelor-Abschluss Naturwissenschaften an der Oxford University und erwarb 1975 den Doktor-Grad im Gebiet der Verhaltensforschung an der Cambridge University in der Arbeitsgruppe von Robert Hinde. Als Postdoc arbeitete er zunächst mit dem Verhaltensforscher John Crook (University of Bristol) zusammen und wechselte danach zu David A. Hamburg, einem Professor für Psychologie an der Stanford University. Im Anschluss daran ging er an die University of Michigan, wo er nach einigen Jahren zum Professor für Biologie und Anthropologie berufen wurde. 1989 übernahm er eine Professur an der Harvard University, zuletzt war er Ruth B. Moore Professor of Biological Anthropology.
Richard Wrangham ist seit 1980 mit Elizabeth Ross verheiratet, das Paar hat drei erwachsene Söhne.

## Forschung
Schon Wranghams Doktorarbeit war eine verhaltensökologische Feldstudie an Schimpansen, die er in Zusammenarbeit mit Jane Goodall im Gombe-Stream-Nationalpark durchführte. Er war einer ihrer ersten Studenten, der mit ihr in Tansania kooperierte. Sein Forschungsthema waren die Auswirkungen der Ernährungsweise auf das Sozialverhalten und insbesondere auf die Rangordnung der Schimpansen. In einem Porträt der Encyclopedia of Animal Cognition and Behavior heißt es: „Diese Arbeit führte dazu, dass er sich während seiner gesamten akademischen Laufbahn mit dem maßgeblichen Einfluss der Ernährung und der ökologischen Variabilität auf die Evolution und des Verhaltens von Primaten beschäftigte.“ 1987 gründete Wrangham das Kibale Chimpanzee Project, ein Langzeitprojekt im Kibale-Nationalpark im Westen von Uganda, in dem die Entwicklung einer 50 bis 60 Individuen umfassenden Schimpansen-Gruppe („Kanyawara community“) verfolgt wird: ihre Ernährung, ihre sozialen Beziehungen, ihr sexuelles und aggressives Verhalten, die Wechselwirkungen zwischen Hormonen und Verhalten, ihre Krankheiten, ihre Kultur und ihre Kommunikation.
Für Aufsehen in Fachkreisen sorgte 1980 eine Veröffentlichung in der Fachzeitschrift Behaviour unter dem Titel „An Ecological Model of Female-Bonded Primate Groups“. Darin stellte er – aufbauend auf Modellen zur Entwicklung der Sozialstruktur von Vögeln und Fledermäusen – einen Zusammenhang her zwischen der Sozialstruktur unterschiedlicher Arten der Primaten und dem Verhalten der Weibchen im Zusammenhang mit der Nahrungsbeschaffung. Wrangham leitete an der Harvard University ein ernährungsökologisches Labor und führte gemeinsam mit der Ernährungswissenschaftlerin Nancy Lou Conklin-Brittain Analysen der Nährstoffzusammensetzung von Primatennahrung durch. Wrangham hat auch mehrere einflussreiche Arbeiten über die Nutzung von Pflanzen mit medizinischen Eigenschaften durch Primaten veröffentlicht und (zusammen mit dem Phytochemiker Eloy Rodriguez) den Begriff "Zoopharmakognosie" geprägt, um die absichtliche Nutzung solcher Pflanzen zu beschreiben.
Außerhalb von Fachkreisen wurde Wrangham nach der Jahrtausendwende vor allem bekannt durch sein 2009 erschienenes Buch „Feuer fangen: Wie uns das Kochen zum Menschen machte“, in dem er eine Theorie der menschlichen Evolution entwarf und diese auch in zahlreichen Fachartikeln – gemeinsam mit Kollegen – zu untermauern versuchte. Wrangham zufolge ist die Beherrschung des Feuers nicht nur die Grundlage der Esskultur. Durch Erhitzen gleichsam vorverdaute Nahrung habe den Energieaufwand für den Aufschluss ihrer Bestandteile im Darm verringert, mit der Folge, dass die eingesparte Energie zum Versorgen eines größeren Gehirns genutzt werden konnte.

## Ehrungen
- 1987: MacArthur Fellowship
- 1993: Mitglied der American Academy of Arts and Sciences
- 2004–2008: Präsident der International Primatological Society
- 2011: Ehrendoktorat der Oglethorpe University (Atlanta, USA)
- 2013: Mitglied der British Academy

## Schriften (Auswahl)
Bücher
- mit Daniel I. Rubenstein (Hrsg.): Ecological Aspects of Social Evolution: Birds and Mammals. Princeton University Press (Princeton Legacy Library), 1987, ISBN 978-0-691-63832-4.
- mit Dale Peterson: Bruder Affe. Menschenaffen und die Ursprünge menschlicher Gewalt. Diederichs Verlag, Kreuzlingen und München 2001, ISBN 978-3-7205-2186-4.
- Feuer fangen: Wie uns das Kochen zum Menschen machte – eine neue Theorie der menschlichen Evolution. Deutsche Verlags-Anstalt, München 2009, ISBN 978-3-421-04399-3.
- mit Martin N. Muller und David Pilbeam (Hrsg.): Chimpanzees and Human Evolution. Harvard University Press, 2017, ISBN 978-0-674-96795-3.
- Die Zähmung des Menschen: Warum Gewalt uns friedlicher gemacht hat – eine neue Geschichte der Menschwerdung. Deutsche Verlags-Anstalt, München 2019, ISBN 978-3-421-04753-3.

Facharbeiten
- Bishop Wilberforce: Natural Selection and the Descent of Man. In: Nature. Band 287, 1980, S. 192, doi:10.1038/287192a0.
- mit Barbara Smuts: Sex differences in the behavioural ecology of chimpanzees in the Gombe National Park, Tanzania. In: Journal of Reproduction and Fertility. Supplement 28, 1980, S. 13–31. PMID 6934308.
- The evolution of sexuality in chimpanzees and bonobos. In: Human Nature. Band 4, 1993, S. 47–79, doi:10.1007/BF02734089.
- Subtle, Secret Female Chimpanzees. In: Science. Band 277, Nr. 5327, 1997, S. 774–775, doi:10.1126/science.277.5327.774.
- Evolution of coalitionary killing. In: Yearbook of Physical Anthropology. Band 110, Nr. S29, 1999, S. 1–30, Volltext.
- mit Michael L. Wilson: Intergroup Relations in Chimpanzees. In: Annual Review of Anthropology. Band 32, 2003, S. 363–392, doi:10.1146/annurev.anthro.32.061002.120046.
- mit Greg Laden: The rise of the hominids as an adaptive shift in fallback foods: Plant underground storage organs (USOs) and australopith origins. In: Journal of Human Evolution. Band 49, Nr. 4, 2005 S. 482–498, doi:10.1016/j.jhevol.2005.05.007, Volltext (PDF; 233 kB) (Memento vom 10. März 2016 im Internet Archive)
- mit Sonya M. Kahlenberg: Sex differences in chimpanzees' use of sticks as play objects resemble those of children. In: Current Biology. Band 20, Nr. 24, 2010, S. R1067–R1068, doi:10.1016/j.cub.2010.11.024, Volltext
- mit Brian Hare und Victoria Wobber: The self-domestication hypothesis: evolution of bonobo psychology is due to selection against aggression. Review-Artikel in: Animal Behaviour. Band 83, Nr. 3, 2012, S. 573–585, doi:10.1016/j.anbehav.2011.12.007, Volltext.

## Belege
1. 1 2 3  Melissa Emery Thompson: Richard Wrangham. In: Encyclopedia of Animal Cognition and Behavior. Online-Veröffentlichung vom 24. März 2018, doi:10.1007/978-3-319-47829-6_947-1.
 Eintrag Richard Walter Wrangham auf genealogy.avendano.org
2. ↑  Richard W. Wrangham: The behavioural ecology of chimpanzees. Dissertation, University of Cambridge, Cambridge, UK, 1975.
3. ↑  The Kibale Chimpanzee Project.
4. ↑  Richard W. Wrangham: An Ecological Model of Female-Bonded Primate Groups. In: Behaviour. Band 75, Nr. 3–4, 1980, S. 262–300, JSTOR:4534085.
5. ↑  Eloy Rodriguez und Richard Wrangham: Zoopharmacognosy: The Use of Medicinal Plants by Animals. Kapitel 4 in: Kelsey R. Downum, John T. Romeo und Helen A. Stafford (Hrsg.): Phytochemical Potential of Tropical Plants. In: Recent Advances in Phytochemistry (RAPT). Band 27, 1993, S. 89–105. ISBN 978-0-306-44527-9, doi:10.1007/978-1-4899-1783-6.
6. ↑  Richard W. Wrangham, James Holland Jones, Greg Laden, David Pilbeam und Nancy Lou Conklin‐Brittain.The Raw and the Stolen. Cooking and the Ecology of Human Origins. In: Current Anthropology. Band 40, Nr. 5, 1999, doi:10.1086/300083.
7. ↑  Richard Wrangham und Rachel Carmody: Human adaptation to the control of fire. In: Evolutionary Anthropology. Band 19, Nr. 5, 2010, S. 187–199, doi:10.1002/evan.20275.
8. ↑  John A. J. Gowlett und Richard W. Wrangham: Earliest fire in Africa: towards the convergence of archaeological evidence and the cooking hypothesis. In: Azania: Archaeological Research in Africa. Band 48, Nr. 1, 2013, S. 5–30, doi:10.1080/0067270X.2012.756754.
9. ↑  Richard Wrangham: Control of Fire in the Paleolithic. Evaluating the Cooking Hypothesis. In: Current Anthropology. Band 58, Nr. S16, 2017, doi:10.1086/692113 (freier Volltext).

| Personendaten    | Personendaten                                                                      |
| ---------------- | ---------------------------------------------------------------------------------- |
| NAME             | Wrangham, Richard                                                                  |
| ALTERNATIVNAMEN  | Wrangham, Richard W.; Wrangham, Richard Walter (vollständiger Name)                |
| KURZBESCHREIBUNG | britischer Primatologe und Forscher auf dem Gebiet der Evolutionären Anthropologie |
| GEBURTSDATUM     | 8. November 1948                                                                   |
| GEBURTSORT       | Leeds, Yorkshire, United Kingdom                                                   |